# Konstantin Apuchtin

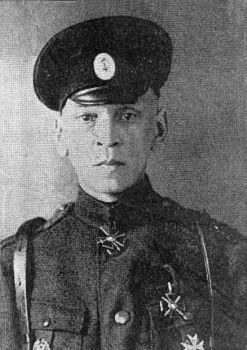
Konstantin Apuchtin

Konstantin Walerianowicz Apuchtin, ros. Константин Валерианович Апухтин (ur. 6 marca 1881, zm. 21 listopada 1946 w Traunsteine) – rosyjski wojskowy (pułkownik), generał armii jugosłowiańskiej, oficer Rosyjskiego Korpusu Ochronnego podczas II wojny światowej.
W 1902 ukończył Korpus Paziów, zaś w 1911 Imperatorską Nikołajewską Akademię Wojskową. Służył w lejbgwardii pułku ułańskiego. 
Brał udział w I wojnie światowej. Dowodził 17 pułkiem ułańskim. Był odznaczony Orderem Św. Jerzego 4 klasy. Awansował do stopnia pułkownika. Przystąpił do białych. Od sierpnia 1919 r. był szefem sztabu garnizonu Odessy. Od października tego roku dowodził 2 tamańskim pułkiem kawalerii. W listopadzie został szefem sztabu oddziału gen. P. S. Ossowskiego, rozwiniętego w 5 dywizję piechoty. Następnie był szefem sztabu samodzielnej dywizji kawalerii. 20 lipca 1920 r. wyjechał do Królestwa SHS, ale wkrótce powrócił na Krym. Został dowódcą zapasowego pułku kawalerii. Po ewakuacji wojsk białych do Gallipoli w listopadzie tego roku, od lutego 1921 r. był dowódcą zapasowego dywizjonu kawalerii w Gallipoli. Ponownie zamieszkał w Królestwie SHS. Służył w jugosłowiańskiej straży granicznej. W 1928 r. awansował do stopnia generała majora armii jugosłowiańskiej. 
W okresie II wojny światowej podjął współpracę z Niemcami. Służył w Rosyjskim Korpusie Ochronnym.